# エマ・フルベッキ
エマ・フルベッキ（エマ・ヴァーベック、Emma Japonica Verbeck 、エミリー・ヴァーベック、Emily Verbeck、1863年2月4日 - 1949年）は、米国聖公会から日本に派遣されたアメリカ人女性宣教師。立教女学校（現・立教女学院）、立教大学校（現・立教大学）、東京女子師範学校附属高等女学校の教師。長崎生まれ。グイド・フルベッキ夫妻の次女。生後半月で他界した長女と同名。フルベッキの他の子どもたちと同様に、フルベッキの盟友チャニング・ムーア・ウィリアムズ（立教大学、立教女学院創設者）から洗礼を受け、聖公会の信徒となる。東京帝国大学（現・東京大学）で英文法を教えていたH.T.テリーの妻である。

## 経歴・人物
1863年（文久3年）2月4日、グイド・フルベッキ夫妻の次女として長崎で生まれる。
アメリカに帰国後、カリフォルニア州オークランドで代数学、幾何学、ラテン語を学び、高校を卒業。

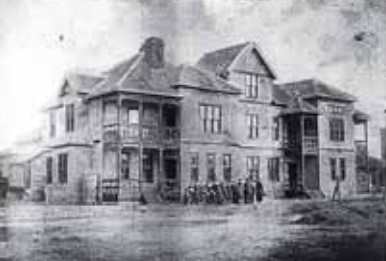
立教女学校校舎
（築地居留地26番）

米国聖公会宣教師として、高校卒業後すぐの1883年（明治16年）2月2日に19歳で再来日。（2日後には20歳となる日の来日であった。）
その年の春からフローレンス・ピットマン（ガーディナー夫人）が校長を務める立教女学校（現・立教女学院）で英語と音楽を教え、6月からは同年1月に創設された米国式カレッジの立教大学校（現・立教大学）で英語（訳読）と音楽を教える。
特にその音楽指導は評価が高く、生徒から敬慕された。
エマが赴任した当時の立教女学校は、ガーディナー夫妻が住む築地居留地26番の住居の2部屋が教室として利用されていたが、1884年（明治17年）に、ジェームズ・ガーディナーの設計で、同地（築地居留地内26番）に洋風三階建ての美しい新校舎が竣工した。
1885年（明治18年）4月に、22歳となったエマは東京女子師範学校附属高等女学校専修科（お茶の水女子大学附属中学校・お茶の水女子大学附属高等学校の前身）に英語、音楽の教員として採用される。同年秋からは父、グイド・フルベッキと一緒に東京で暮らす。また、同年冬には、林歌子がエマの日本語教師となり、その縁で林は1886年（明治19年）から立教女学校（現・立教女学院）で 和漢学や算術を教えた。
グイド・フルベッキの元には、書生として7年間フルベッキ邸に寄宿した高橋是清（後の日銀総裁、内閣総理大臣）のほか、外国事情を知りたい政府の高位高官たちが、まず最初に訪れて教えを請うた。加藤弘之、辻新次、杉孫三郎などもしばしばやってきて教えを受けていた。そうした中でエマは、元土佐藩士で司法大輔、工部卿、枢密顧問官など明治政府の高官を歴任した佐々木高行の令嬢、静衛（後の加賀美繁子）に英語を教えていた。
父の逝去を見届ける1898年（明治31年）まで立教女学校で音楽と英語を教えた。同年、一度アメリカに帰国するが、翌年再来日。
1899年（明治32年）7月に、東京帝国大学（現・東京大学）で英文法を教えていたヘンリー・テイラー・テリーと結婚し、長く日本に住んだ。夫のヘンリー・テリーが停年退職した1912年（明治45年）にアメリカに渡った。

## 消えたフルベッキ日記
グイド・フルベッキは英国人商人のトーマス・グラバーと同様に倒幕を進めた幕末の志士たちや維新後の政府高官たちと大変親しかったことから、倒幕の裏事情や明治政府の秘密を多く知っており、彼が残したフルベッキ日記には国事の機密情報が多く書かれていたと思われる。

父が亡くなった時、エマは手紙に「父の日記やノートブックは大切に保存しています。父がしばしば申しておりました。『もし私が日本人とその習慣、道徳等について私の真実な見解を発表したら、この国での私の有用性は失われてしまいます。私は荷造りして、すぐに国を去らねばなりません。』と全くそのとおりで、お分かりだと思いますが、伝記を書く人は非常な注意を払わなければなりません。」と書き残している。

このエマが保存していたフルベッキ日記は行方不明になっており、アメリカの子孫たちも所在不明だと話している。